# バスフィフティ (小惑星)
バスフィフティ (7573 Basfifty) は小惑星帯に位置する小惑星。イギリス・ウスターシャーのStakenbridgeで、ブライアン・G・W・マニングが発見した。
1950年にバーミンガム大学の学外授業から設立されたバーミンガム天文協会 (Birmingham Astronomical Society) の50周年を記念して、2000年11月に命名された。